# Paide (gemeente)
Paide is een stadsgemeente rond de stad Paide in de Estlandse provincie Järvamaa met 10.664 inwoners op 1 januari 2023 en een oppervlakte van 442,87 vierkante kilometer. De officiële Estische naam voor de gemeente is Paide linn, ‘stad Paide’.
De gemeente ontstond in oktober 2017 door de samenvoeging van drie gemeenten: de bestaande stadsgemeente Paide, die tot dan toe alleen bestond uit de stad, en de landgemeenten Paide vald en Roosna-Alliku. Paide vald was een zogenaamde "ringgemeente" (rõngasvald), een gemeente rondom een plaats die als bestuurscentrum fungeert, maar er zelf niet bijhoort, in dit geval de stad Paide.

## Plaatsen
De gemeente telt:
- één plaats met de status van stad (Estisch: linn): Paide;
- één plaats met de status van vlek (Estisch: alevik): Roosna-Alliku;
- 40 plaatsen met de status van dorp (Estisch: küla): Allikjärve, Anna, Eivere, Esna, Kaaruka, Kihme, Kirila, Kirisaare, Kodasema, Koordi, Korba, Kriilevälja, Mäeküla, Mäo, Mündi, Mustla, Mustla-Nõmme, Nurme, Nurmsi, Oeti, Ojaküla, Otiku, Pikaküla, Prääma, Puiatu, Purdi, Sargvere, Seinapalu, Sillaotsa, Sõmeru, Suurpalu, Tarbja, Tännapere, Valasti, Valgma, Vedruka, Veskiaru, Viisu, Viraksaare en Võõbu.

Stadsgemeente: Paide

Landgemeenten: Järva . Türi